# Zdzisława Wrzosek
Zdzisława Wrzosek (ur. 1943) – polska fizjoterapeuta, dr hab. nauk o kulturze fizycznej, profesor i kierownik Katedry Fizjoterapii w Dysfunkcjach Narządu Ruchu Wydziału Fizjoterapii Akademii Wychowania Fizycznego we Wrocławiu.

## Życiorys
W 1973 ukończyła studia w Akademii Wychowania Fizycznego we Wrocławiu. 30 czerwca 1983 obroniła pracę doktorską Skuteczność ćwiczeń leczniczych wspomaganych działaniem prądu diadynamicznego w leczeniu zaniku prostego mięśnia czworogłowego uda, 31 maja 1999 habilitowała się na podstawie pracy zatytułowanej Badania nad przydatnością kriorehabilitacji w leczeniu pourazowej algodystrofii Sudecka w obrębie ręki. 17 maja 2006 nadano jej tytuł profesora w zakresie nauk o kulturze fizycznej. Pracowała w Katedrze Fizjoterapii na Wydziale Zdrowia Publicznego Akademii Medycznej im. Piastów Śląskich.
Została zatrudniona na stanowisku profesora nadzwyczajnego w Katedrze Ortopedii i Traumatologii Narządu Ruchu na Wydziale Lekarskim Kształcenia Podyplomowego Uniwersytetu Medycznego im. Piastów Śląskich we Wrocławiu.
Objęła funkcję profesora i kierownika Katedry Fizjoterapii w Dysfunkcjach Narządu Ruchu Wydziału Fizjoterapii Akademii Wychowania Fizycznego we Wrocławiu.
Była członkiem Komitetu Rehabilitacji, Kultury Fizycznej i Integracji Społecznej na V Wydziale Nauk Medycznych Polskiej Akademii Nauk.